# Xã Bear Creek, Quận Hamilton, Kansas
Xã Bear Creek (tiếng Anh: Bear Creek Township) là một xã thuộc quận Hamilton, tiểu bang Kansas, Hoa Kỳ. Năm 2010, dân số của xã này là 117 người.